# Código postal
Código postal (C0D16O P05TAL), est une telenovela mexicaine diffusée en 2006-2007 par Televisa.

## Distribution
Acteurs principaux
- Jery Sandoval : Regina Corona
- José Ron : Patricio González De la Vega
- Jessica Coch : Joanna Villarreal
- África Zavala : Victoria Villarreal

Acteurs étoiles
- Ana Bertha Espín : Jessica Santos de Gutiérrez
- Roberto Blandón : Raúl Gutiérrez
- Gabriela Goldsmith : Minerva Carvajal
- Guillermo García Cantú : Claudio
- Leticia Perdigón : Esperanza Gutiérrez
- Rafael Inclán : Avelino Gutiérrez
- Marco Muñoz : Adrián
- Arlette Pacheco : Gloria
- Luz María Jerez : Irene Alonso de Rojas
- Luis Gatica : Germán
- Andrea Garcia : Ivette
- Roberto Ballesteros : Bruno
- Aarón Hernán : Don Guillermo De Alba

Acteurs jeunes
- Imanol Landeta : Pablo Rojas Alonso
- Altair Jarabo : Afrodita Carvajal
- Michelle Ramaglia : Daniela Gutiérrez Santos
- Ferdinando Valencia : Memo De Alba Fernández
- Jackie García : Marcela Garza Durán
- Eugenio Siller : Rafael Rojas Alonso
- Claudia Godínez : Inés Garza Durán
- Ulises de la Torre : Ezequiel Gutiérrez Santos
- Diego Dreyfus : Óscar Zubieta
- Rafael Puente : Héctor Garza Durán
- Carolina Rincón : Venus Carvajal
- Daniel Berlanga : Luca
- Jorge Consejo : Ignacio
- Mariana Rountree : Alexa Torres Landa Hadad
- Ursula Montserrat : Rocío
- Ilithia Manzanilla : Dafne
- Anaís Salazar : Amanda
- Daniel Ducoing : Mario
- Alan Ledesma : Ángel
- Begoña Narváez : Amy

Avec
- Elsa Cárdenas : Josefina
- Poncho Denigris : Mateo
- Charly : Arturo
- Gerardo Albarran : Víctor
- Lucia Pailles : Toña
- Evelyn Solares : Chole
- Beatriz Monroy : Flora
- Leonorilda Ochoa : Chuyita
- Zamorita : Le Black ((es) El Negro)
- Oscar Bonfiglio : Producteur de disques

Enfants
- Miguel Pérez : Chuy
- Renata Notni : Andrea Garza Durán
- Víctor Luis Zuñiga : Armando

Prestations spéciales
- Verónica Castro : Beatriz Corona
- Ernesto D'Alessio : Gerardo

## Diffusion internationale
- Canal de las Estrellas (Televisa): Lundi à Vendredi aux 18h00
- Canal de las Estrellas Amérique latine (Televisa)
- Canal RCN
- Univision
- América Televisión
- Gama TV
- Venevision
- LaTele
- Sitel
- TLNovelas (Televisa Networks)

## Prix et nominations

### Premios TVyNovelas 2007
| Catégorie                      | Acteur            | Résultat |
| ------------------------------ | ----------------- | -------- |
| Meilleure performance juvénile | Imanol Landeta    | Gagné    |
| Meilleure performance juvénile | Jacqueline García | Nommé    |

## Adaptation et versions
- Baie des flamboyants, produit par Guadeloupe 1re.

### Sources
- (es) Cet article est partiellement ou en totalité issu de l’article de Wikipédia en espagnol intitulé « Código postal (telenovela) » (voir la liste des auteurs).